# Marcia della pace Olof Palme

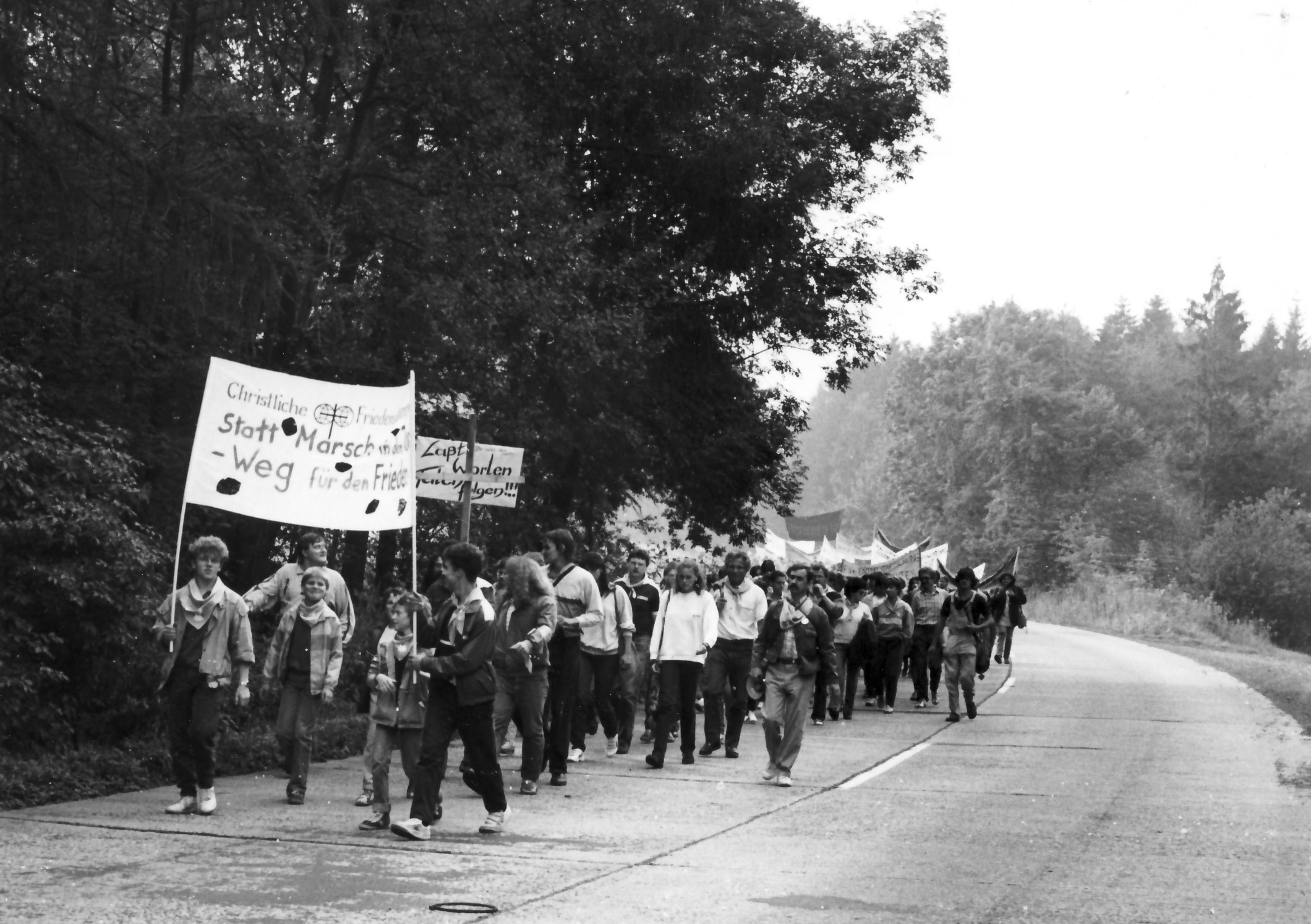
La marcia della pace Olof Palme vicino al campo di concentramento di Buchenwald, 19 settembre 1987.

La Marcia della pace Olof Palme (in tedesco Olof-Palme-Friedensmarsch) fu una dimostrazione pacifica transnazionale che ha avuto luogo nella Repubblica Democratica Tedesca (RDT) nel settembre del 1987. 
Oltre ai cittadini della RDT, la marcia coinvolse anche persone provenienti dalla Germania Ovest (RFT) e dalla Cecoslovacchia. Partì da Stralsund, sulla costa del Mar Baltico, attraversò il territorio della Germania orientale per poi terminare ufficialmente a Dresda, raggiunta seguendo un percorso lontano dalla strada principale. L'evento ebbe una risonanza notevole, dato che le autorità della RDT avevano permesso ai membri dell'opposizione politica di partecipare legalmente alla marcia. 
La marcia fu intitolata in onore dell'ex primo ministro svedese Olof Palme, che era stato ucciso a colpi di arma da fuoco il 28 febbraio 1986 da un aggressore non identificato in una via di Stoccolma. Durante il suo governo, Palme si era opposto alla corsa agli armamenti e aveva sostenuto la creazione di una zona libera da armi nucleari nell'Europa centrale. 

## Contesto
La Marcia della pace Olof Palme è stata ideata dalla Società tedesca della pace (Deutsche Friedensgesellschaft) della RFT, dal Consiglio della pace della RDT (Friedensrat der DDR) e dal Comitato della pace della Cecoslovacchia. Insieme ai rappresentanti nazionali dei tre movimenti e a seguito delle pressioni da parte della Germania occidentale, le autorità della Germania orientale permisero alla confederazione locale delle chiese evangeliche tedesche di partecipare alla marcia. La morte di Olof Palme venne annunciata nel 1987 dal Neues Deutschland, il giornale nazionale ufficiale del Partito Socialista Unificato di Germania (SED) al potere nella RDT, e il suo calendario coincise con un incontro programmato tra il presidente Erich Honecker e la sua controparte occidentale Helmut Kohl, a Bonn, tra il 7 e l'11 settembre 1987. 

## Eventi
La Marcia della pace partì il 1º settembre 1987 presso l'attuale Olof-Palme Platz di Stralsund, e si diresse principalmente verso sud, passando attraverso città come Burow, Potsdam, Wittenberg e Meißen prima di raggiungere Dresda.
Allo stesso tempo, furono organizzati vari eventi a favore della marcia in modo indipendente nelle città e nei villaggi lontani dal percorso della Olof Palme, la maggior parte dei quali organizzati dalla Chiesa evangelica tedesca. Una grande manifestazione ebbe luogo il 5 settembre a Prenzlauer Berg, a Berlino Est, con più di mille partecipanti che partirono dalla Chiesa di Sion (Zionskirche), nel sobborgo di Rosenthal, e raggiunsero la Chiesa Getsemana (Gethsemanekirche) di Pankow.

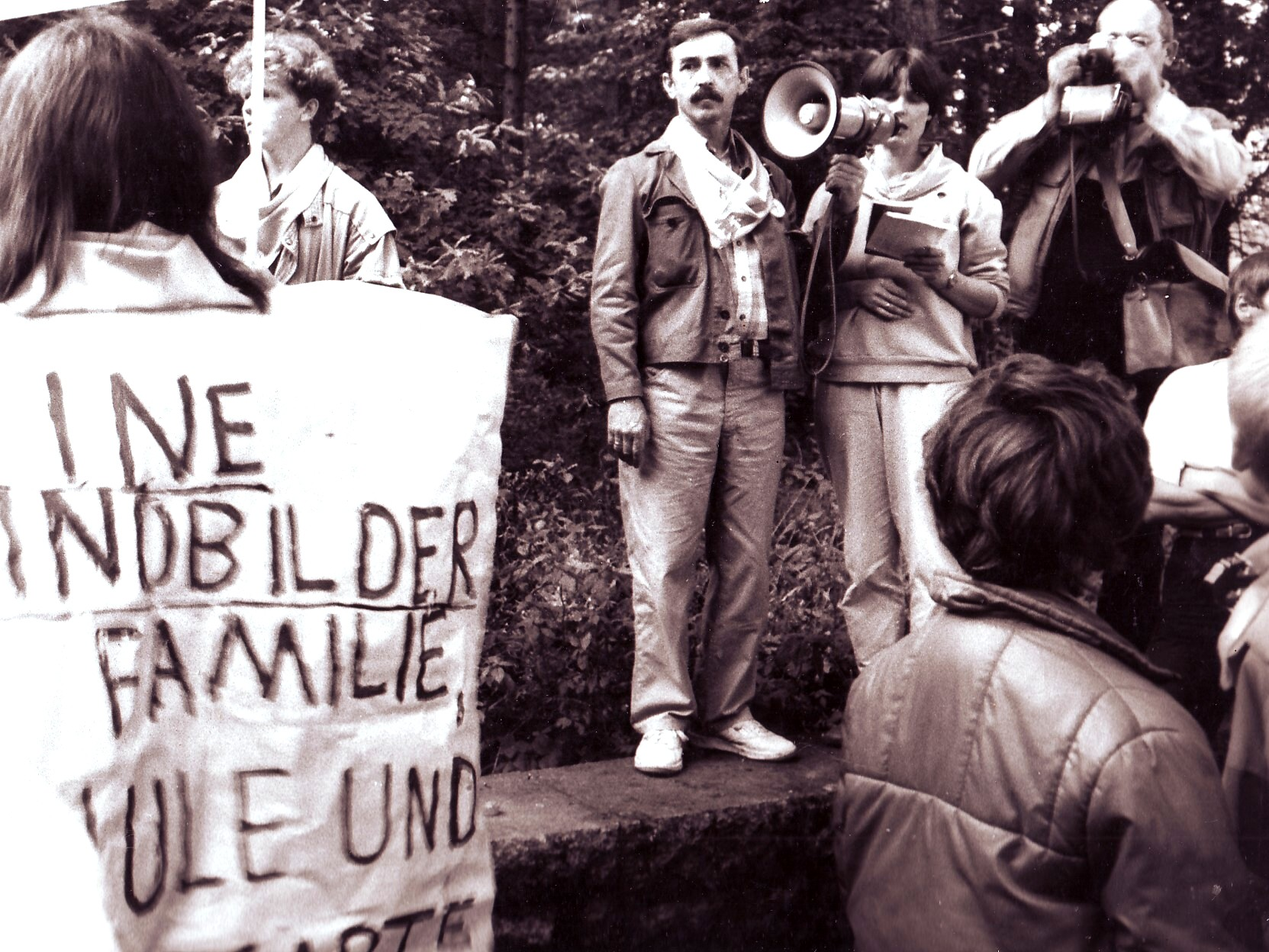
Tra i manifestanti di Kappelendorf vi era Christine Lieberknecht, divenuta ministro presidente della Turingia nel 2009.

Il culmine venne raggiunto quando fu proposta la creazione del "Servizio di riconciliazione dell'azione per la pace" (Aktion Sühnezeichen Friedensdienste), che incluse un percorso dall'ex campo di concentramento di Ravensbrück a quello di Sachsenhausen. Il tragitto aveva lo scopo di ricordare le marce della morte delle vittime dei campi di concentramento nel 1945. I partecipanti alla Marcia della pace furono accolti in alcuni dei luoghi attraverso i quali erano passati sindaci e ministri della chiesa, con una cerimonia locale, che in genere prevedeva preghiere seguite dalla semina congiunta di un "Albero della pace" (Friedensbaum). Lungo la loro strada del pellegrinaggio, i manifestanti portavano con sé striscioni con messaggi di pace sulla trasformazione delle spade in aratri, e altri dove si sollecitava la più ampia disponibilità del "servizio sociale/di pace" (Sozialen Friedensdienst) in alternativa alla leva militare obbligatoria che i giovani tedeschi erano costretti a intraprendere. Altri striscioni chiedevano la fine dell'indottrinamento militare negli asili e nelle scuole del paese, la fine della fortificazione in stile militare al confine tra Germania Est e Germania Ovest o l'abbandono dell'energia nucleare. 
La Marcia della pace Olof Palme era originariamente programmata per procedere da Stralsund a Dresda e doveva svolgersi tra il 1º e il 18 settembre. Tra gli altri eventi di protesta per la pace che si verificarono in tutto il paese, quello più noto ebbe inizio il 19 settembre, quando circa 500 persone marciarono dal Centro nazionale di commemorazione e ammonizione di Buchenwald (ex campo di concentramento) fino al centro evangelico "Thomas Müntzer" di Kapellendorf. Tra i manifestanti vi era una figlia del pastore luterano locale, Christine Lieberknecht, che nel 2009 divenne il ministro presidente della Turingia. I pastori della Chiesa del Buon Pastore di Weimar e della vicina Denstedt accolsero con favore i pellegrini della pace e i loro striscioni che riportavano la richiesta di un corridoio attraverso l'Europa centrale privo di armi chimiche e nucleari, come era stato proposto da Olof Palme. Questa marcia venne organizzata dal ramo della Turingia della Conferenza cristiana della pace (Christliche Friedenskonferenz, CFK). 

## Importanza
Molti attivisti dell'opposizione nella Germania dell'Est speravano che la Marcia della Pace potesse annunciare un approccio più disteso alle manifestazioni politiche da parte del SED: le manifestazioni precedenti erano state infatti violentemente represse dal governo, mentre la Marcia della pace di Olof Palme provocò soltanto degli attacchi sporadici contro gli attivisti della pace. Tuttavia, divenne presto evidente che la reazione imprevedibilmente permissiva delle autorità tedesche orientali alla marcia della pace derivava soprattutto dalle insolite circostanze presentate dalla visita di Honecker a Bonn, e dalla riluttanza del governo a rischiare la perdita di fiducia nel caso di attacchi altamente pubblicizzati contro i manifestanti pacifisti a est mentre gli occhi dei media di tutto il mondo erano concentrati sulla diplomazia del presidente della RDT con l'ovest.
Honecker rientrò  l'11/12 settembre e la polizia divenne più aggressiva nei confronti dei manifesti contrari al governo, portando ad arresti e divieti in centri abitati come Lipsia, Torgau e Dresda. Circa due mesi dopo la Marcia Olof Palme, a fine novembre 1987, la Stasi fece irruzione nella Umwelt-Bibliothek di Berlino, istituita nelle cantine di un edificio ecclesiastico all'inizio di settembre 1987, proprio quando gli attivisti per la pace stavano partendo per la loro marcia nel nord del paese. La Umwelt-Bibliothek stava già diventando nota come punto di incontro per i gruppi dell'opposizione della RDT e, durante la loro irruzione, i membri della Stasi arrestarono numerosi attivisti, rinunciando alla loro consueta discrezione. 
Nel suo romanzo Helsinki, dove il punk si è fermato, lo scrittore ceco Jaroslav Rudiš racconta la storia di una ragazza punk della Cecoslovacchia e di alcuni fan della RDT ad un concerto della band tedesca Die Toten Hosen, organizzato a Plzeň il 15 settembre 1987 nel contesto dei Festival della pace Olof Palme (Olof-Palme-Friedensfestivals). Rudiš ricorda "il ronzio" che aveva ascoltato all'epoca in vista del concerto tra i giovani nel blocco orientale, un evento considerato storico poiché i giovani della RDT, della Cecoslovacchia, dell'Ungheria, della Polonia e i punk della Germania Ovest capitalista "avrebbero combattuto fianco a fianco contro le autorità".